# Шэньчжэньский университет
Шэньчжэньский университет (традиционный китайский: 深圳大學; упрощенный китайский: 深圳大学) является главным государственным университетом в городе Шэньчжэнь, провинция Гуандун, Китай. Основанный в 1983 году, он расположен в районе Наньшань и имеет два кампуса: Юэхай и Лиху.

## изображение

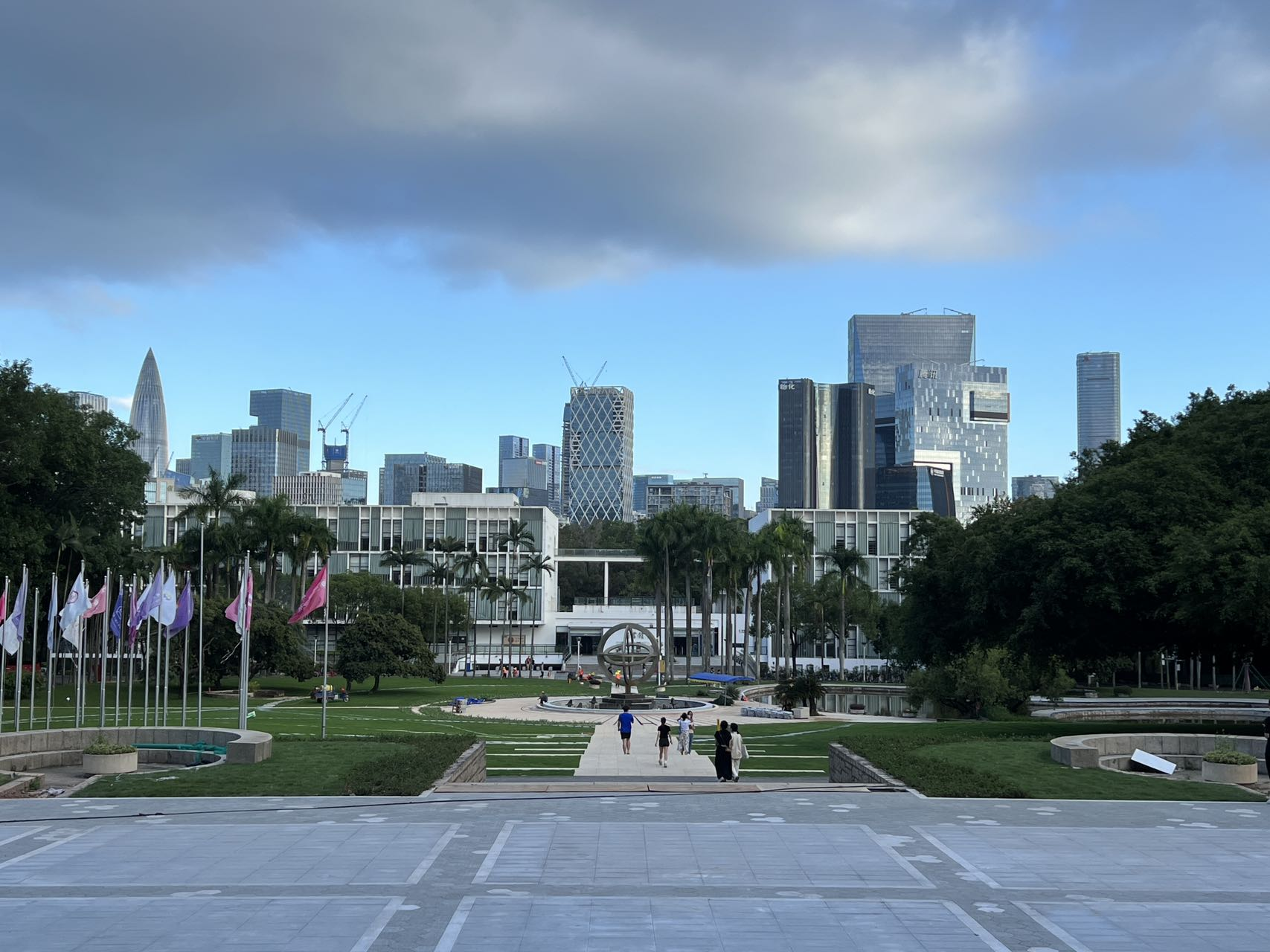
Южная библиотека
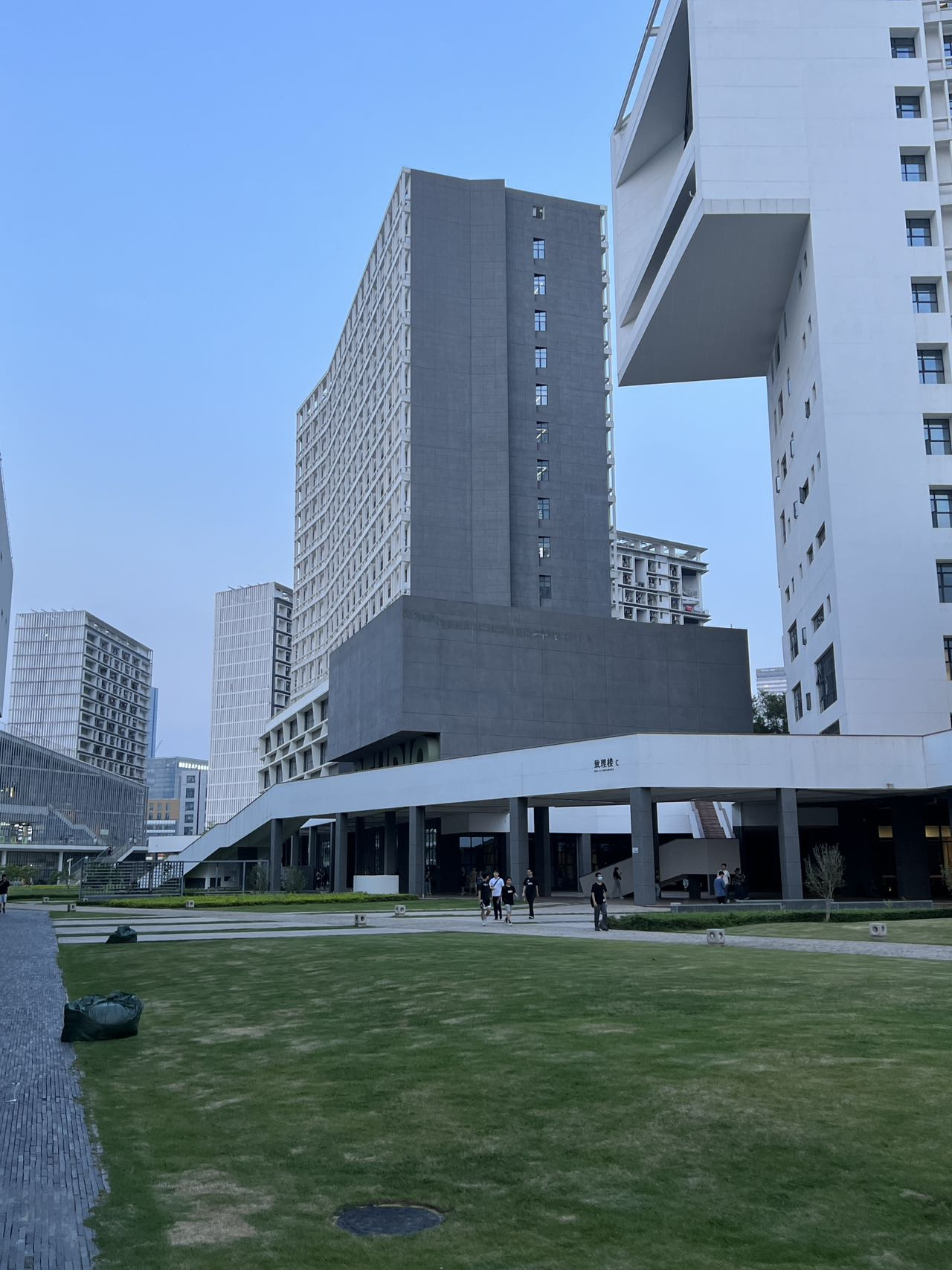
Южная зона
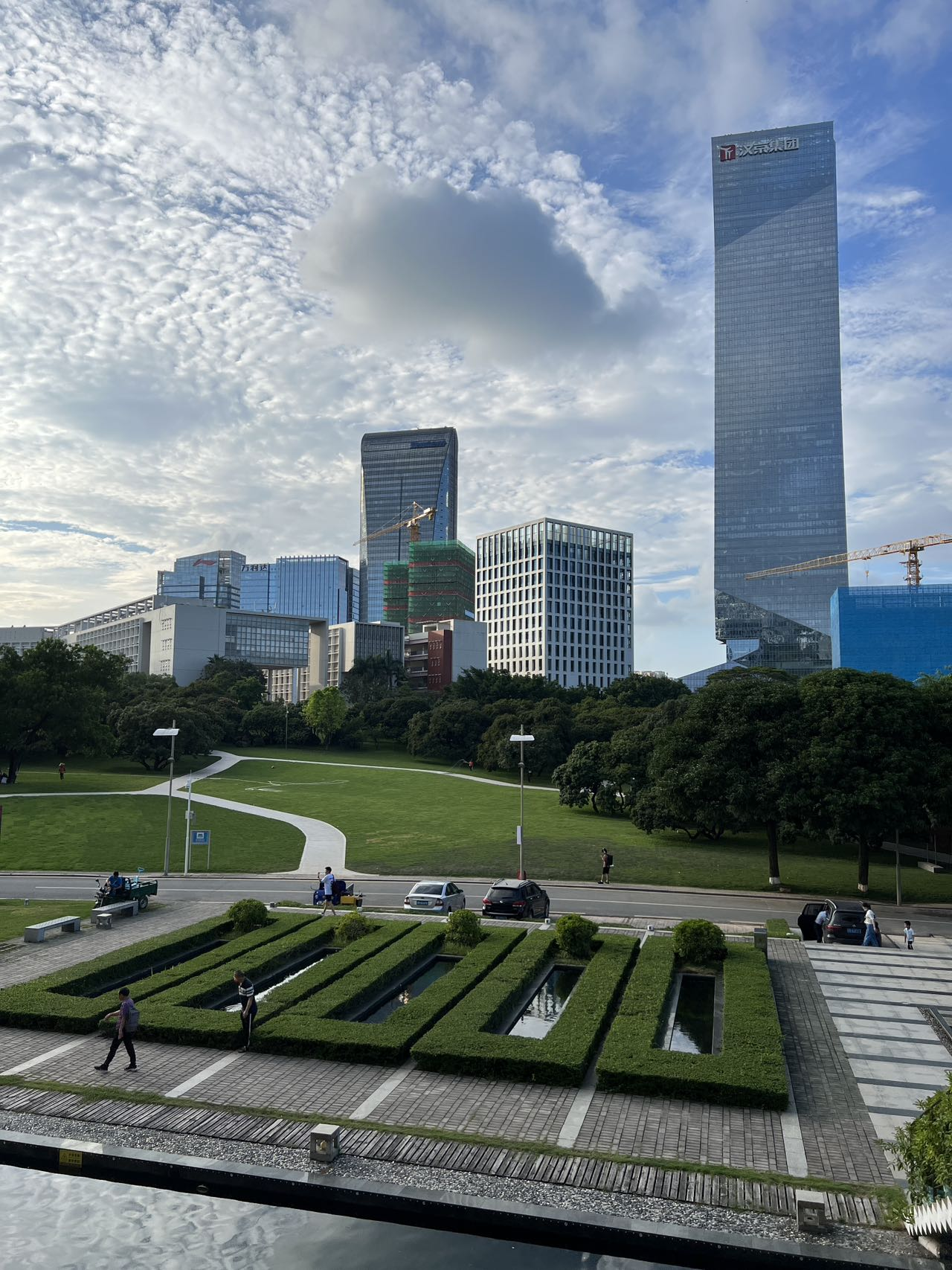
Гуманитарный корпус
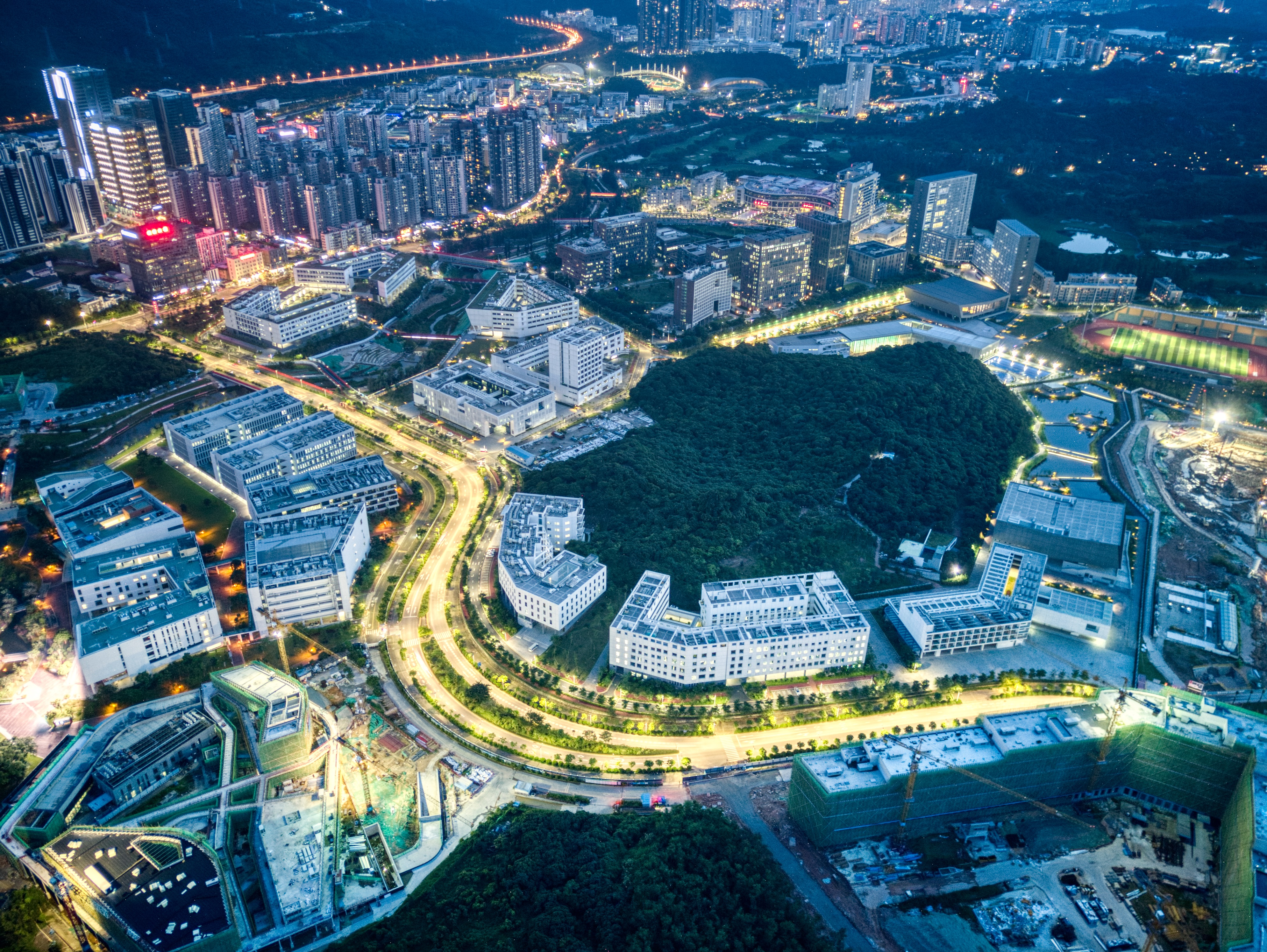
Вид сверху

## Известные выпускники
- Ма Хуатэн, китайский предприниматель, основатель компании Tencent.